# Daniel Kac
Daniel Kac (jid. ‏דניאל קאַץ‎; ur. 14 czerwca 1908, zm. 30 października 2005 w Warszawie) – polski pisarz narodowości żydowskiej, tworzący w języku jidysz i po polsku. 

## Życiorys

### Przed II wojną światową
Urodził się w rodzinie żydowskiej. Działalność publicystyczną rozpoczął w okresie dwudziestolecia międzywojennego, pisząc artykuły, eseje, reportaże i opowiadania w lewicowej prasie żydowskiej. W początkach lat trzydziestych publikował w miesięczniku „Onhejb” (jid. ‏אָנהייב‎, „Początek”) wydawanym przez lwowską grupę literacką o tej samej nazwie. W 1933 roku ukazała się we Lwowie jego pierwsza książka (w języku jidysz) pt. Między granicami, która jest cyklem reportaży o życiu chłopów i biedoty żydowskiej w miasteczkach między Wołyniem a Polesiem.
Okres II wojny światowej spędził w Związku Radzieckim.

### Po II wojnie światowej

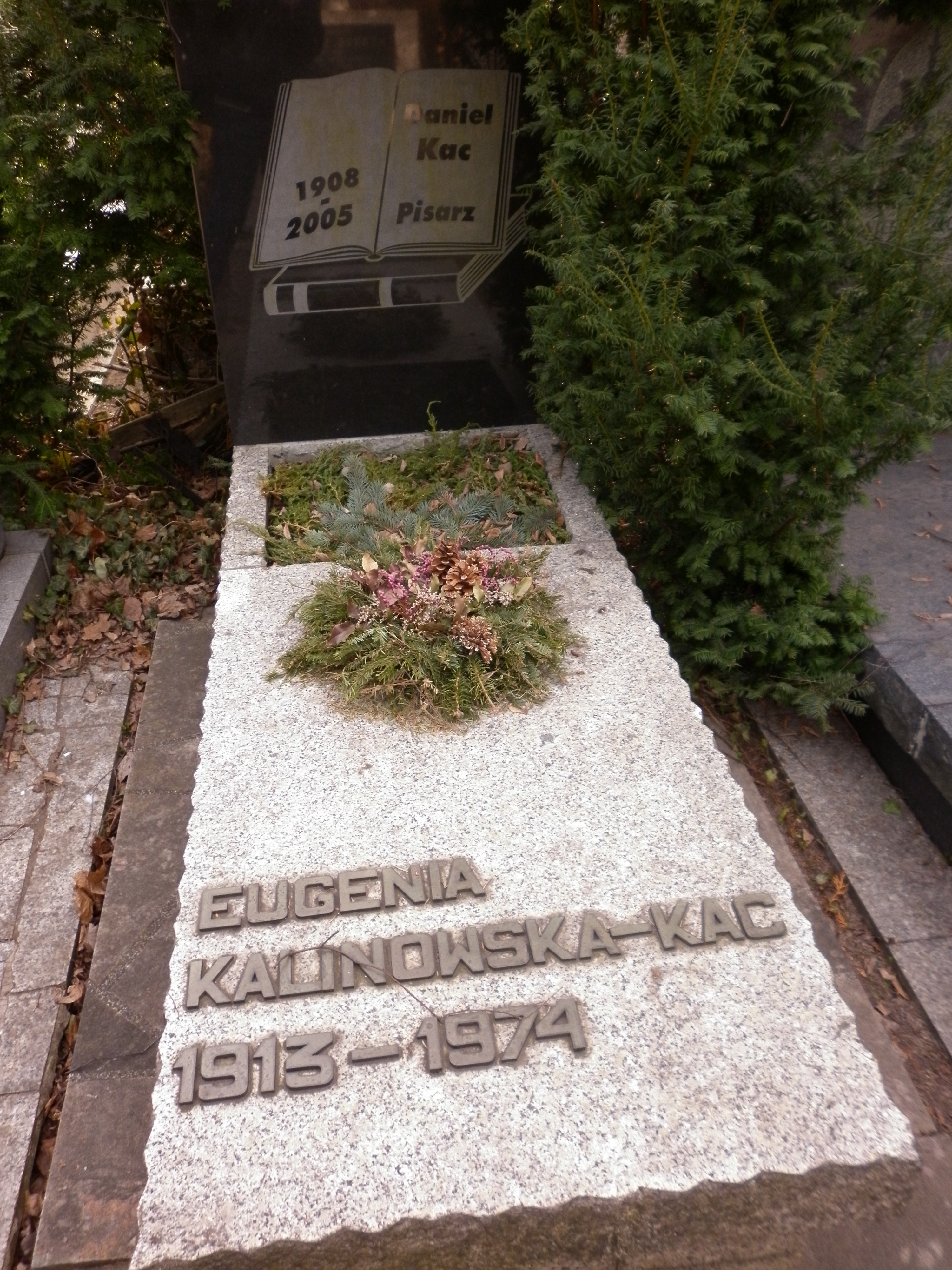
Nagrobek Daniela Kaca

W latach osiemdziesiątych pod własnym nazwiskiem i pod pseudonimem Daniel Wołyński publikował w polskich i żydowskich pismach, m.in. „Literaturze”, „Tu i Teraz” i „Fołks Sztyme”.
W 1983 roku ukazała się jego książka w jidysz pt. Fun asz arojsgerufn (jid. ‏פֿון אַש אַרויסגערופֿן‎, polski tytuł: Cienie z popiołów), prezentująca tradycje, zwyczaje i kulturę Żydów z Wołynia oraz ich relacje z innymi społecznościami zamieszkującymi te tereny, a także poruszająca kwestię walki Żydów wołyńskich z Niemcami w latach II wojny światowej. W 1989 roku „Miesięcznik Literacki” opublikował jego esej literacko-monograficzny Melodia słowa i harmonia treści o pisarzu i krytyku literackim Salomonie Belisie-Legisie, natomiast w 1993 ukazała się jego kolejna książka pt. Na krawędzi życia, poświęcona życiu i twórczości Mojszego Kulbaka, żydowskiego poety, prozaika i dramaturga, który został rozstrzelany w 1937 roku w Mińsku z powodu fałszywego zarzutu szpiegowania na rzecz Polski.
W latach 1994–1995 ogłosił w języku jidysz cykl artykułów monograficznych o żydowskich żołnierzach biorących udział w II wojnie światowej, pod wspólnym tytułem Po drodze. W roku 1997 kilka jego opowiadań zamieściły „Więź”, „Literatura” i „Almanach Żydowski”. W 1998 roku ukazał się tom jego prozy autobiograficznej Koncert grany żywym, rok później zaś – Żydowski Wołyń, ze zbiorem własnych opowiadań autora i poematem Pereca Markisza pt. Wołyń. W 2004 opublikowana została książka pt. Wilno Jerozolimą było. Rzecz o Abrahamie Sutzkeverze, będąca opowieścią o poecie języka jidysz Abrahamie Suckewerze, ale również równolegle prowadząca czytelnika śladami Suckewera przez zaułki Wilna, które to miasto Żydzi nazywali Jerozolimą Litwy (jid. ‏ירושלים־דליטע‎, Jeruszolaim de-Lite) .
Daniel Kac przez wiele lat był niewidomy, należał do Polskiego Związku Niewidomych. Od kiedy stracił wzrok, prace przeznaczone do druku dyktował i redagował na taśmie magnetofonowej. Jest laureatem nagrody im. Łukasza Hirszowicza za rok 2003, przyznanej mu za wkład pisarski w upamiętnienie żydowskiego życia kulturalnego w Polsce, a w szczególności literatury żydowskiej i jej twórców. Jest pochowany na Cmentarzu Wojskowym na Powązkach w Warszawie (kwatera C33-5-7).

## Publikacje książkowe
- ‏דניאל קאץ‎ (Daniel Kac): ‏פון אש ארויסגערופן…‏‎ (Fun asz arojsgerufn… / Cienie z popiołów). Warszawa: Czytelnik, 1983. ISBN 83-07-01049-7. (jid.).[8]
- Daniel Kac: Na krawędzi życia: Mojsze Kulbak – żydowski poeta, prozaik, dramaturg (1896–1937). Warszawa: Agencja Wydawniczo-Poligraficzna „GIMPO”, 1993.
- Daniel Kac: Koncert grany żywym. Warszawa: Agencja Wydawnicza „Tu”, 1998, seria: Pamięć Europy – Sylwetki. ISBN 83-908766-0-4.
- Daniel Kac: Wilno Jerozolimą było. Rzecz o Abrahamie Sutzkeverze. Przedmowa Czesław Miłosz. Sejny: Fundacja Pogranicze, 2004, seria: Ex Oriente. ISBN 83-86872-51-9.